# Nationale Vergadering (Burkina Faso)
De Nationale Vergadering (Frans: Assemblée nationale) is het eenkamerparlement van Burkina Faso. Het parlement telt 127 afgevaardigden. Van hen worden er 111 gekozen als vertegenwoordigers van de provincies (provinciale lijsten) en de overige 16 worden gekozen via een landelijke lijst. Verkiezingen worden om de vijf jaar gehouden.
Bij de verkiezingen van 2020 werd de Mouvement du peuple pour le progrès (MPP) van president Roch Marc Christian Kaboré met 56 zetels de grootste partij. Voorzitter van de Nationale Vergadering is Alassane Bala Sakandé. Hij behoort tot de MPP.
Tot 2002 kende Burkina Faso een hogerhuis, de Kamer van Representanten (Chambre des représentants). In juni 2012 werd een constitutioneel amendement aangenomen dat voorziet in de instelling van een Senaat (Sénat), maar deze is nooit van de grond gekomen (mede vanwege de revolutie van 2014).